# Nhandeara (tiểu vùng)
Nhandeara là một tiểu vùng thuộc bang São Paulo, Brasil. Tiều vùng này có diện tích 2026 km², dân số năm 2007 là 58667 người.